# ایلای کراس
ایلای کراس (انگلیسی: Eli Cross؛ زاده ۱۰ نوامبر ۱۹۶۷) یک کارگردان پورنوگرافی اهل ایالات متحده آمریکا است. 